# Государственный архив Орловской области
Государственный архив Орловской области — хранилище документов, информационных материалов по истории и жизни Орловского края.
10 марта 1720 года Пётр I подписал законодательный акт — «Генеральный регламент …», который положил начало архивному делу в России и заложил основы его централизации. Этот акт предписывал ввести во всех государственных органах власти архивы с введением должности актуариуса (ныне должность архивиста). До 1918 года архивы находились при различных учреждениях государственных органов власти. Ежегодно 10 марта в России отмечается профессиональный праздник работников архивов.

## Губернская учёная архивная комиссия
В конце XIX века по плану Н. В. Калачова были созданы региональные организации — Губернские учёные архивные комиссии, которые предоставляли большие возможности для деятельности научных, исторических и краеведческих обществ. Одной из первых четырёх «Комиссий …» в 1884 году 11 июня была образована Орловская учёная архивная комиссия (ОУАК), ставшая родоначальницей государственного архива Орловской области. Комиссия занималась изучением архивов местных государственных учреждений. Особая заслуга состояла в издании Трудов Орловской учёной архивной комиссии в количестве 37 выпусков, в которых публиковались статьи по краеведению, а также тексты архивных документов по истории Орловщины, её деятельность способствовала созданию Орловского губернского музея. ОУАК была закрыта в 1918 году.

## История
Реорганизация и централизация архивного дела была осуществлена после Октябрьской революции. Все документы архивных учреждений были объявлены государственной собственностью. Был принят ряд документов об организации архивного дела: декрет СНК РСФСР от 1 июня 1918 года «О реорганизации и централизации архивного дела в РСФСР» и «Положение о губернских архивных фондах», принятое 31 марта 1919 года. 20 февраля 1920 года было создано Орловское губернское архивное управление (с 30 января 1922 — Орловское губернское архивное бюро) в составе Главного архивного управления (Главархива; с 30 января 1922 — Центрархив). Губархивбюро предоставили два здания для размещения архивных документов: бывшее здание почтово-телеграфной конторы и Петропавловский собор (ныне на этом месте находится публичная библиотека имени И. А. Бунина). После целого ряда изменений, связанных с административными территориальными преобразованиями и структурными внутри Центрархива, в 1941 году был образован единый Орловский областной государственный архив, в котором хранилось более 500 тыс. дел в двух зданиях церквей: Преображенской (разрушена в 1965) и Троицкой кладбищенской (на ул. Лескова).
В 1941 году перед оккупацией области немецко-фашистскими захватчиками наиболее ценные документы архива были эвакуированы в города Вольск, Елец, Уральск. В период оккупации было уничтожено более 10 тыс. дел, некоторые документы и книги немцы вывезли в Германию. В 1944 году архивному отделу по Орловской области передали под архивохранилище здание Крестительской церкви (ул. Карачевская), из эвакуации возвратились в Орёл документы  облгосархива и областного партийного архива. 12 ноября 1958 года решением облисполкома областной государственный архив перевели из Преображенской церкви в Михаило-Архангельскую (Михаило-Архангельский переулок). В 1964 году на улице Лескова было построено специальное здание дня областного государственного архива, где он находится и поныне.
3 ноября 2006 года в соответствии с распоряжением Коллегии Правительства Орловской области № 265-р создано областное государственное учреждение «Государственный архив Орловской области» (ОГУ ГАОО), с правом юридического лица. Учредитель ОГУ ГАОО — Аппарат Губернатора и Коллегии Орловской области. В соответствии с распоряжением Правительства Орловской области от 28 апреля 2011 года № 179-р с 1 сентября 2011 года создано бюджетное учреждение Орловской области «Государственный архив Орловской области» (БУОО ГАОО) путём изменения типа существовавшего областного государственного учреждения.